# Планински ясен
Планинският ясен (Fraxinus excelsior) е високо широколистно дърво със светла, жилава, еластична дървесина, принадлежащо към семейство Маслинови. Неслучайно (например във Франция) е известно още като „европейски ясен“. Растението е защитено съгласно Закона за лечебните растения.

## Разпространение
Видът е широко разпространен в Европа.

## Описание
Светлолюбив и топлолюбив вид. Обикновено достига височина от порядъка на 20-35 м (в отделни случаи дори до 46 м), с диаметър на ствола до 2 м (известният максимум е 3,5 м). Стеблото е стройно, при младите дървета с бледосива, гладка кора, която на по-късен етап придобива надлъжно мрежовидно набраздяване.
Планинският ясен може да надхвърли възраст от 250 години. Подобно на останалите видове от род Fraxinus, той расте бързо и започва да дава плод едва към 25-40-годишна възраст, в зависимост от условията на средата. Пъпките по зимните му клонки го отличават от Fraxinus angustifolia (кафяви пъпки) и Fraxinus ornus (сиви пъпки), бидейки черни на цвят. Цъфти през април - май, преди да се разлисти.
Цветовете са без чашка и венче; при тях е възможно еднодомно разположение, но по-често се случва да са разположени двудомно (мъжките и женските цветове са върху отделни дървета).
Листата му са сложни текоперести - съставени са от 7 до 13 на брой елипсовидни/ланцетни/обратно ланцетни листчета със ситно напилен ръб.
Плодът е т. нар. „крилатка“. Семената узряват през септември - октомври. Плодовете, струпани в едри снопчета (50 - 150 на брой), често се задържат в короната и след есента, което позволява на различни видове птици (особено синигерите) да се хранят с тях през студените месеци.
Дървесината на планинския ясен се използва за направа на мебели. Кората му съдържа дъбилни вещества и служи за получаване на черна и кафява боя.

## Галерия
- Кора – възрастно дърво
- Крилатки (плодове)
- Листа – илюстрация
- Пъпки
- Съцветия